# Bevrijdingsdag
Bevrijdingsdag is de Nederlandse nationale feestdag op 5 mei waarop jaarlijks de bevrijding van de Duitse bezetting in Nederland in 1945 wordt gevierd. Nederland staat op 5 mei ook stil bij de grote waarde van vrijheid, democratie en mensenrechten.

## Achtergrond

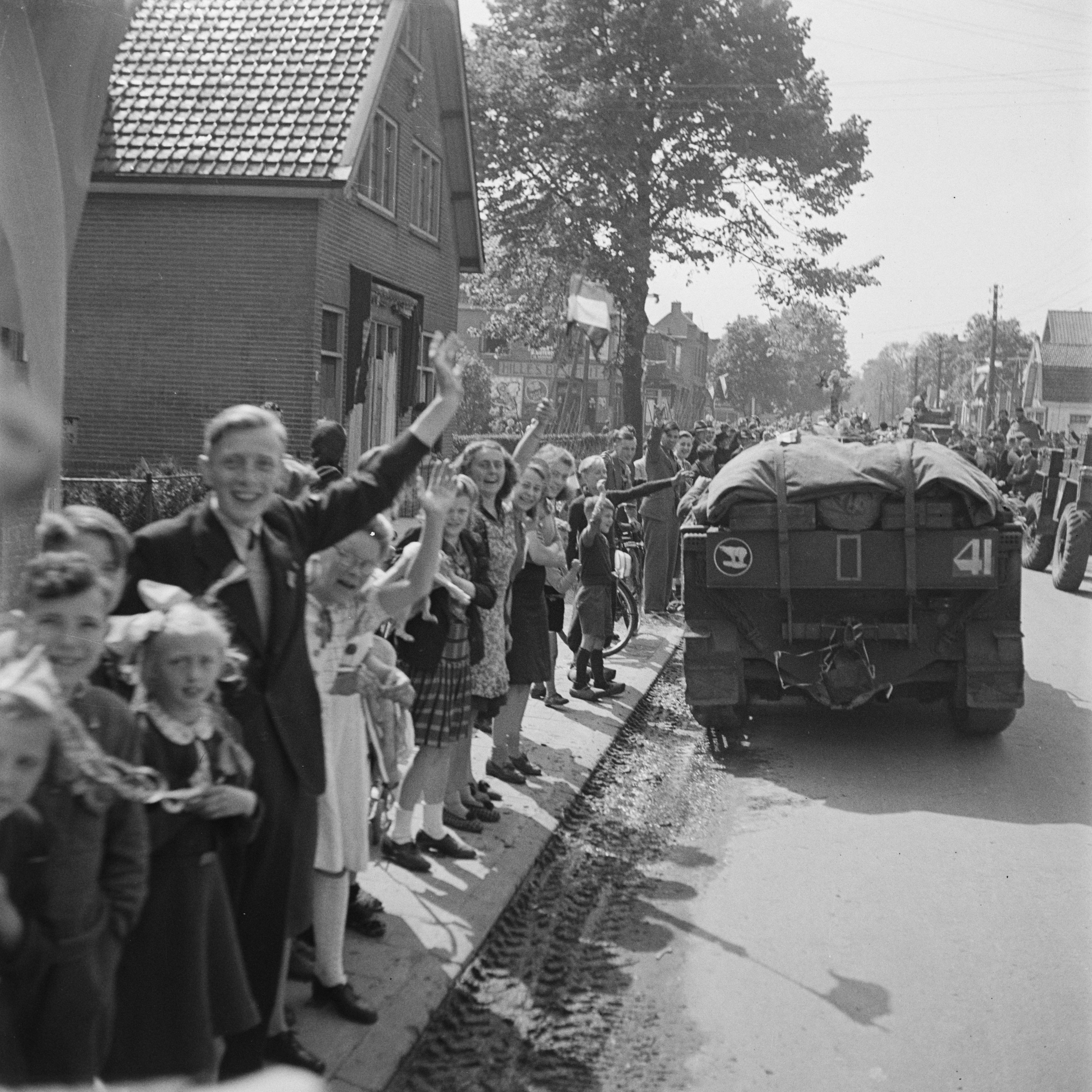
Intocht van Canadese en Britse militairen in Utrecht

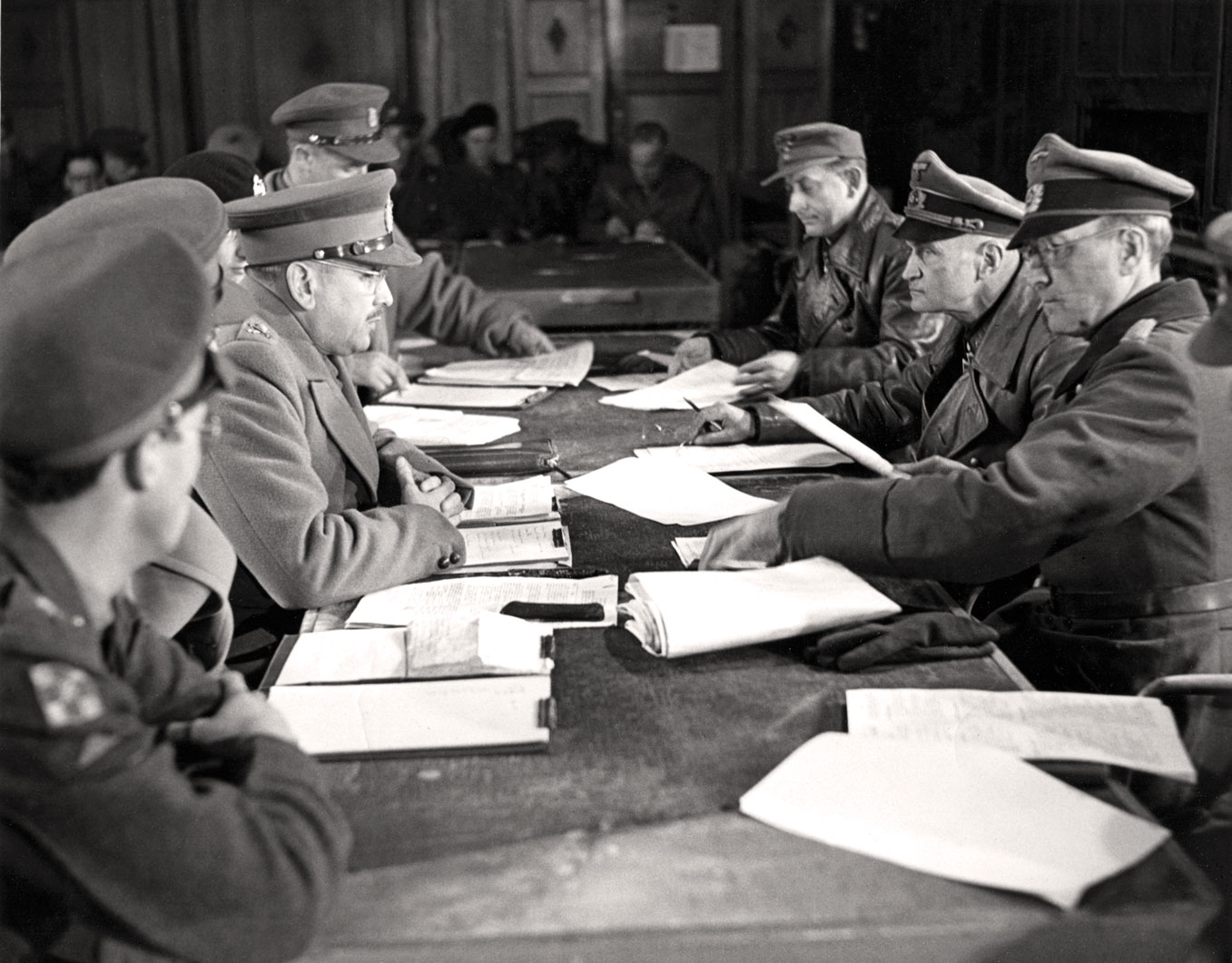
Bespreking van het capitulatiedocument in Wageningen

Op 4 mei 1945 capituleerde de Duitse admiraal Von Friedeburg te Lüneburg namens de Duitse troepen in Noordwest-Duitsland, Nederland, Sleeswijk-Holstein en Denemarken voor de Britse veldmaarschalk Montgomery. Op 5 mei ontbood de Canadese generaal Charles Foulkes de Duitse opperbevelhebber Johannes Blaskowitz naar Hotel De Wereld in Wageningen om daar in het bijzijn van prins Bernhard (commandant van de Binnenlandse Strijdkrachten) de uitwerking van de capitulatie van de Duitse troepen in Nederland te bespreken.

## Nationale feestdag
De bevrijding in 1945 van de Duitse en Japanse bezetters is voor het eerst gevierd op 31 augustus 1945, toen nog Koninginnedag. Koningin Wilhelmina wilde dit feest niet op haar verjaardag en daarop kwam 5 mei in beeld, de dag van de capitulatiebesprekingen. In 1946 werd door de regering besloten dat Bevrijdingsdag op 5 mei moest plaatsvinden, behalve als deze dag op zondag viel, omdat anders de traditie van de christelijke zondagsrust verstoord zou worden. In 1968 werd besloten dat Bevrijdingsdag, ongeacht welke dag van de week het was, op 5 mei zou plaatsvinden.
Vanaf 1958 werd Bevrijdingsdag slechts om de vijf jaar gevierd. Het lukte de verschillende opeenvolgende comités niet een nationale traditie op te bouwen, zoals de Nationale Dodenherdenking dat wel was.
In 1990 werd de datum van 5 mei uitgeroepen tot een nationale feestdag, waarop jaarlijks de bevrijding van Nederland in 1945 van de Duitse bezetting wordt herdacht en gevierd. De datum van 5 mei als nationale feestdag is vastgelegd in de Algemene termijnenwet.
Dit betekent niet dat 5 mei automatisch een vrije dag is. De Nederlandse regering heeft bepaald dat werknemers en werkgevers zelf een regeling moeten treffen. Werknemers in het bedrijfsleven hebben op 5 mei een vrije dag als dit in de cao is afgesproken. In de meeste cao's is vastgelegd dat 5 mei alleen een vrije dag is in de lustrumjaren. Voor de jaren 2030, 2035 en 2040 valt dit in het weekend, zodat het lustrumjaar 2045 pas weer een extra vrije dag oplevert voor deze cao's. Als dit niet is afgesproken of als de bedrijfstak geen cao heeft, beslist de werkgever over wel of geen betaald vrij. Personeel in (rijks)overheidsdienst heeft, voor zover dit in de cao is opgenomen en de dienst het toelaat, op 5 mei een vrije dag. Semi-overheden volgen dit voorbeeld zoveel mogelijk.
Bevrijdingsdag is in de plaats gekomen van Waterloodag.

## Nederlands-Indië
Voor het Nederlands-Indische deel van de Nederlandse bevolking was en is er echter geen bevrijdingsdag. Hoewel Nederlands-Indië op 15 augustus 1945 door de Japanse capitulatie werd 'bevrijd', was er ten gevolge van de direct daaropvolgende onafhankelijkheidsoorlog voor een vrij Indonesië geen reden tot een viering. In plaats daarvan volgde er de Nationale herdenking 15 augustus 1945, die echter pas in 1999 van kracht werd, tevens de dag waarop ook het einde van de Tweede Wereldoorlog wordt herdacht en uitgebreid gevlagd mag worden.

## Organisatie
De organisatie van de viering van Bevrijdingsdag lag tot 1987 in handen van het Nationaal Comité Viering Bevrijding. Daarna werd de organisatie in handen gegeven aan het in 1987 nieuw opgerichte Nationaal Comité 4 en 5 mei.

## Viering

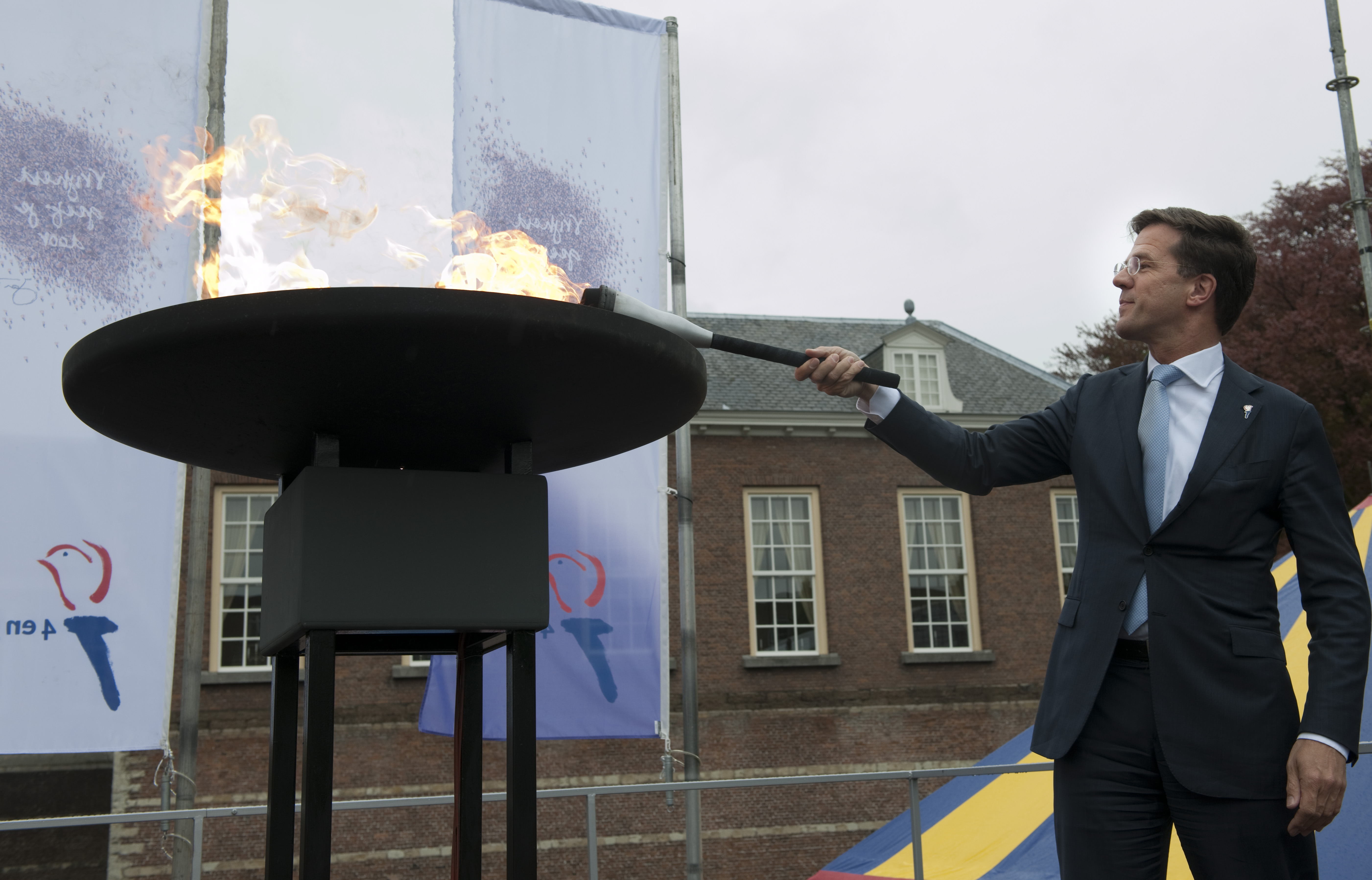
Minister-president Mark Rutte ontsteekt het Bevrijdingsvuur in Breda (2012).

Door het gehele land worden activiteiten georganiseerd; elke stad en plaats heeft zijn eigen activiteitenprogramma waaronder veel muziekfestiviteiten.

### Bevrijdingsvuur
In de nacht van 4 op 5 mei ontsteekt de burgemeester van Wageningen tijdens een ceremonie het vuur voor het historische Hotel de Wereld. Deze ceremonie wordt rechtstreeks uitgezonden op NPO 2. Vanaf deze historische locatie vertrekken loopgroepen het land in om het vuur te verspreiden. Het is een belangrijk moment voor Nederland in de overgang van het herdenken op 4 mei en de viering van de verkregen vrijheid op 5 mei. Met het bevrijdingsvuur worden op Bevrijdingsdag de veertien Bevrijdingsfestivals officieel geopend.

### Start Nationale Viering van de Bevrijding
De Nationale Viering van de Bevrijding start elk jaar in een andere provincie. In aanloop naar 5 mei worden in deze provincie allerlei activiteiten georganiseerd die te maken hebben met bevrijding, vrijheid en onvrijheid. Daarnaast nodigt het Nationaal Comité 4 en 5 mei ieder jaar een spreker uit om de 5 mei-lezing te houden. De minister-president ontsteekt traditiegetrouw het Bevrijdingsvuur, het officiële startsein van de bevrijdingsfestiviteiten.
| Jaar | Provincie     | Stad             |
| ---- | ------------- | ---------------- |
| 1996 | Limburg       | Maastricht       |
| 1997 | Overijssel    | Zwolle           |
| 1998 | Zuid-Holland  | Den Haag         |
| 1999 | Drenthe       | Assen            |
| 2000 | Gelderland    | Wageningen       |
| 2001 | Flevoland     | Almere           |
| 2002 | Zeeland       | Vlissingen       |
| 2003 | Noord-Holland | Haarlem          |
| 2004 | Groningen     | Groningen        |
| 2005 | Noord-Brabant | 's-Hertogenbosch |
| 2006 | Friesland     | Leeuwarden       |
| 2007 | Utrecht       | Utrecht          |
| 2008 | Zuid-Holland  | Rotterdam        |
| 2009 | Overijssel    | Zwolle           |
| 2010 | Limburg       | Roermond         |
| 2011 | Gelderland    | Wageningen       |
| 2012 | Noord-Brabant | Breda            |
| 2013 | Utrecht       | Utrecht          |
| 2014 | Drenthe       | Assen            |
| 2015 | Zeeland       | Vlissingen       |
| 2016 | Groningen     | Groningen        |
| 2017 | Noord-Holland | Haarlem          |
| 2018 | Friesland     | Leeuwarden       |
| 2019 | Flevoland     | Almere           |
| 2020 | Zuid-Holland  | Den Haag         |
| 2021 | Zuid-Holland  | Den Haag         |
| 2022 | Noord-Brabant | 's-Hertogenbosch |
| 2023 | Overijssel    | Zwolle           |
| 2024 | Limburg       | Roermond         |
| 2025 | Gelderland    | Wageningen       |

### Bevrijdingsfestivals

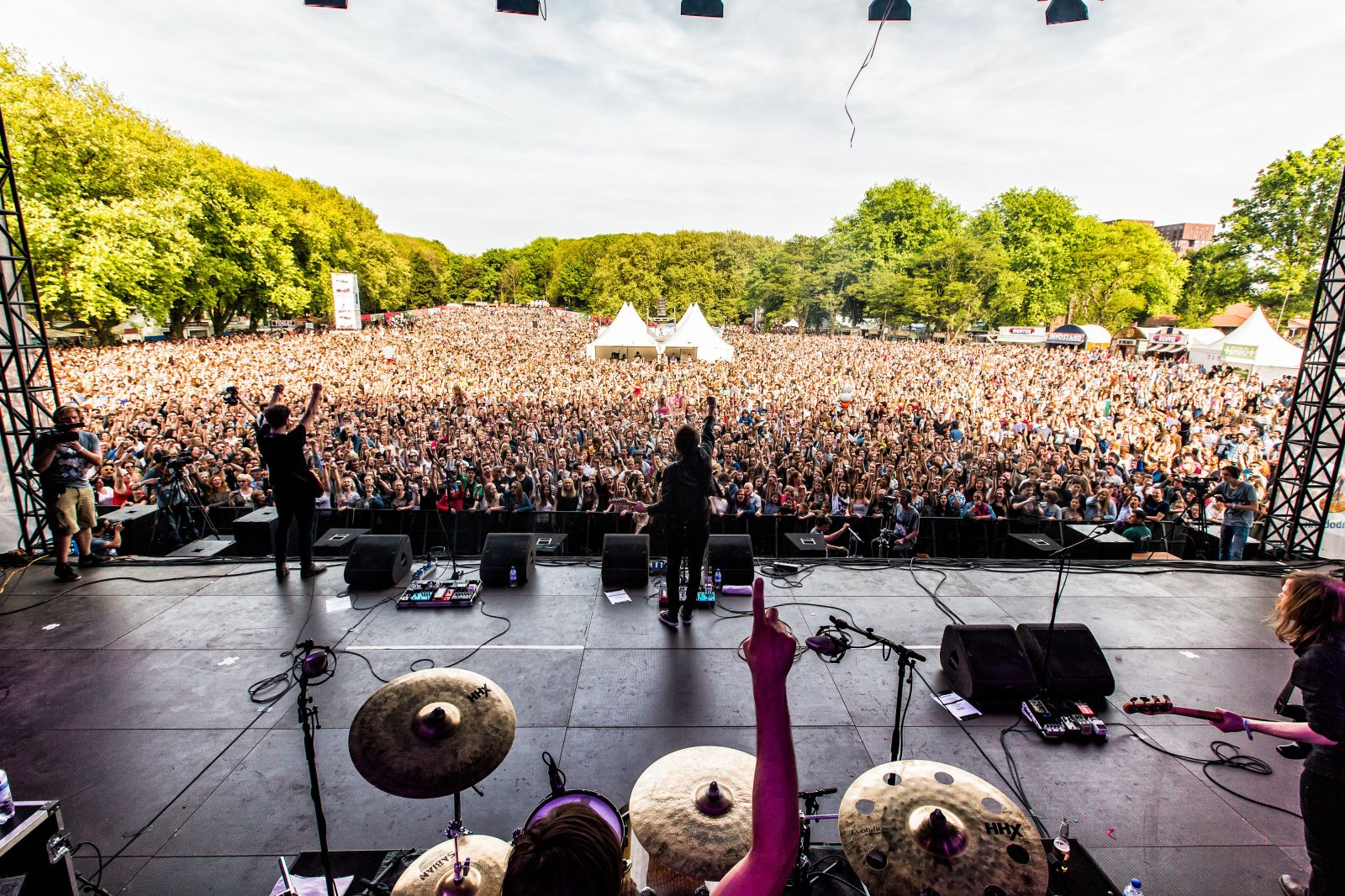
Bevrijdingsfestival Utrecht in 2014

De Nationale Viering van de Bevrijding op 5 mei vindt plaats in veertien provinciale steden, die elk hun eigen bevrijdingsfestival houden. Daaronder zijn grote festivals als het Bevrijdingsevenement in Wageningen waarvan Bevrijdingsfestival Gelderland onderdeel van is, Bevrijdingspop in de Haarlemmerhout te Haarlem en het Bevrijdingsfestival Overijssel te Zwolle. Sinds 1991 worden door het Nationaal Comité 4 en 5 mei Nederlandse artiesten aangesteld als 'Ambassadeurs van de Vrijheid' en per helikopter van festival naar festival vervoerd. In 2020 en 2021 bleven de ambassadeurs vanwege de coronacrisis in Gilze en Rijen om Bevrijdingsdag daar te vieren. In 2021 keken ze daar op een scherm naar de festivals.

### Bevrijdingsdefilé
Tot 2004 werd jaarlijks in Wageningen in het bijzijn van Prins Bernhard het veteranendefilé georganiseerd. Het defilé is na het overlijden van Prins Bernhard omgezet in het bevrijdingsdefilé op 5 mei in Wageningen en de jaarlijkse Nationale Veteranendag in juni in Den Haag.

### 5 mei-lezing
Sinds 1995 wordt vrijwel elk jaar een 5 mei-lezing gegeven. De locatie van de lezing varieert. De eerste lezing werd gegeven door toenmalige koningin Beatrix.

### 5 mei-concert

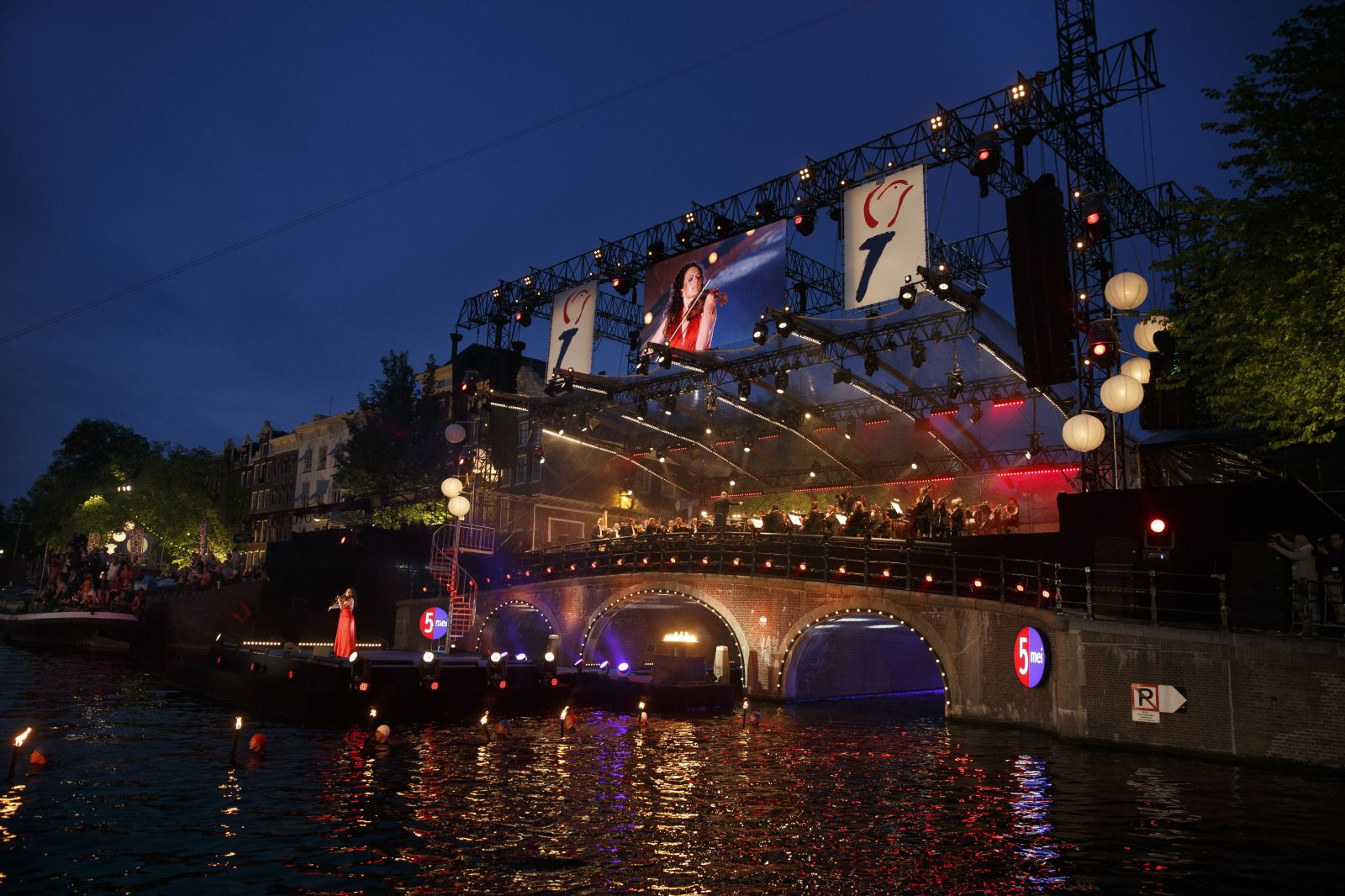
5 mei-concert 2014

Bevrijdingsdag wordt in aanwezigheid van de koning en koningin afgesloten met het 5 mei-concert in Amsterdam, uitgezonden op de televisie. Vanaf een podium op het water voor het Koninklijk Theater Carré aan de Amstel verzorgt ieder jaar een ander orkest dit concert. Het concert wordt steevast afgesloten met We'll Meet Again van Vera Lynn, waarbij de koning en koningin wegvaren in een boot.
Het concert van 2020 moest worden afgelast vanwege de coronacrisis. Als alternatief gaf het Metropole Orkest dat het concert zou hebben gegeven een concert zonder publiek vanuit de foyer van het Koninklijk Theater Carré. Hierbij zaten enkele leden van het orkest in de foyer en de rest van het orkest was eerder opgenomen. Dit werd op schermen achter in de foyer geprojecteerd, zodat op tv het voltallige orkest was te zien. Ook de solisten die dat jaar op de Amstel zouden optreden, traden op in de foyer. Daarnaast werden beelden getoond van eerdere edities van het 5 mei-concert op de Amstel. Net als het concert op de Amstel werd dit concert afgesloten met We'll meet Again van Vera Lynn. Ook in 2021 werd het concert zonder publiek gegeven vanwege de coronapandemie, ditmaal in de zaal van het Koninklijk Theater Carré. Het werd net als het jaar ervoor gegeven door het Metropole Orkest, dat dit keer wel volledig in de zaal zat. Ook dit concert werd afgesloten met "We'll meet again" van Vera Lynn. De boot van koning Willem-Alexander en koningin Máxima werd hierbij vervangen door een klein bootje dat wegvoer naar de Magere Brug op het moment dat "We'll meet again" werd gezongen. Noch in 2020, noch in 2021 waren de koning en koningin aanwezig bij het alternatieve concert.

### Vlaggen
De Nederlandse vlag hangt op 5 mei van zonsopkomst tot zonsondergang in top, zonder oranje wimpel. Er is een speciale wimpel beschikbaar voor gebruik op Bevrijdingsdag, de Vier Vrijheidwimpel. Deze wimpel is wit met het rood-blauwe logo van de fakkel met het vrijheidsvuur en de tekst 'Vier Vrijheid'. Ook mag de vlag gecombineerd worden met de provincievlag, gemeentevlag of vlaggen van andere bij de bevrijding betrokken landen.
De wimpel mag ook op 15 augustus gebruikt worden. Dan is de viering van het einde van de Tweede Wereldoorlog in het voormalige Nederlands-Indië. Op 15 augustus is ook de herdenking van de slachtoffers uit voormalig Nederlands-Indië.

## Andere landen
Andere Europese landen vieren 8 mei, de Victory in Europe Day, de dag waarop Duitsland in 1945 officieel capituleerde. Van de meeste landen was hun territorium al eerder ontzet. In de voormalige Oostbloklanden wordt vanwege het tijdsverschil 9 mei als Dag van de Overwinning gevierd.
In Europa was in mei de Tweede Wereldoorlog afgelopen, maar hij werd pas wereldwijd op 15 augustus 1945 beëindigd met de overgave van Japan als laatste asmogendheid. De formele, schriftelijke capitulatie van Japan vond plaats op 2 september 1945. Deze data worden aangehouden door de landen die betrokken waren in het Aziatische deel van de Tweede Wereldoorlog als de Victory over Japan Day.

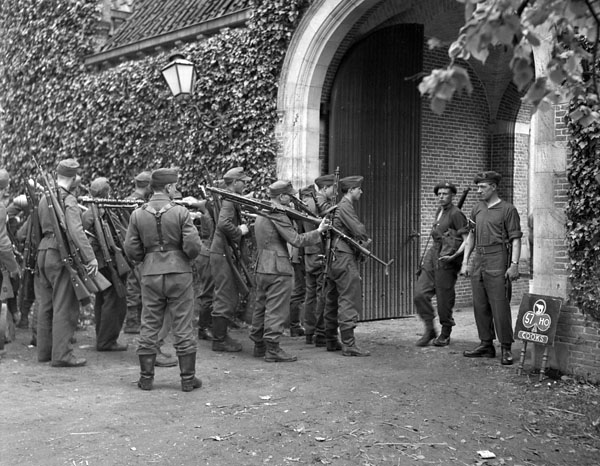
Ontwapening van Duitse soldaten door het 1e Canadese Corps in Amsterdam, 9 mei 1945